# 松平忠晃
松平 忠晃（まつだいら ただあきら、1914年（大正3年）3月8日 - 2003年（平成15年）9月1日）は、忍藩最後の藩主松平忠敬の孫で奥平松平家15代当主。海軍大佐、貴族院議員松平忠寿の子。銀行員、茶道家。妻は高木兼二（高木兼寛次男）の次女。子に松平忠昌（現・16代当主）。

## 経歴
東京大学経済科卒業。日本銀行勤務より、埼玉銀行会長となった。桜友会初代会長代行、学習院名誉理事、裏千家淡交会埼玉県支部長、関東第 2地区長、日韓親善協会中央会理事長、浦和ロータリークラブ19代会長などを務めた。2003年9月1日、心不全のため89歳で没す。墓所は台東区天眼寺。